# Echium gaditanum
Echium gaditanum — вид рослин родини шорстколисті (Boraginaceae). лат. gaditanum — географічний епітет, який натякає на місці проживання в Кадісі.

## Опис
Однорічна або дворічна рослина. Стебла до 100(180) см в цілому слабо розгалужені, прямостоячі або висхідні з короткими волосками. Листя при основі 22 × 2,5 см. Колосоподібні суцвіття. Віночок (10)12–20 мм, волохатий, синьо-фіолетовий. Горішки 2–3,2 x 1,4–2,2 мм. Цвітіння і плодоношення (березень) квітня по червень (листопад).

## Поширення
Іспанія, Португалія, Гібралтар, Марокко. Населяє луки і чагарникові сосни і дуби, і прибережні піщані дюни; 0–100 м.